# Bulbophyllum atrolabium
Bulbophyllum atrolabium é uma espécie de orquídea (família Orchidaceae) pertencente ao gênero Bulbophyllum. Foi descrita por Rudolf Schlechter em 1923.